# Pavel Materna
Pavel Materna (21. dubna 1930 Hněvkovice – 25. října 2024) byl český vysokoškolský pedagog, logik, vědec a hudebník.

## Život
Pavel Materna se narodil 21. dubna 1930 v Hněvkovicích. Vystudoval Filozofickou fakultu UK (filozofie – psychologie), aspiranturu z logiky ukončil v roce 1957 kandidaturou. V roce 1967 se stal docentem logiky, v letech 1969–1989 mu však bylo v další akademické dráze z politických důvodů zabráněno. Od roku 1990 vědecký pracovník Filozofického ústavu AV ČR. Od roku 1991 působil jako profesor logiky na Filozofické fakultě Masarykovy univerzity v Brně a také byl přednášejícím na Vídeňské univerzitě.
Patřil k mezinárodně uznávaným odborníkům v oblasti logické analýzy přirozeného jazyka. Stal se známou osobností školy tzv. transparentní intenzionální logiky (TIL) – originálního systému, který v průběhu sedmdesátých a osmdesátých let 20. století během svého působení na novozélandské University of Otago (Dunedin) vytvořil český logik a filozof Pavel Tichý. Materna s Tichým od počátku úzce spolupracoval a po jeho smrti se ujal obhajoby a rozvíjení jeho myšlenkového odkazu. Patřil také ke spolupracovníkům Ivana Havla.
V roce 2000 byl oceněn Medailí Ministerstva školství, mládeže a tělovýchovy 1. stupně. V roce 2005 mu byla udělena Medaile Josefa Hlávky. V roce 2011 FÚ AV ČR udělil M. Duží, B. Jespersenovi a P. Maternovi za knihu Procedural Semantics for Hyperintensional Logic, Foundations and Applications of Transparent Intensional Logic cenu Za vynikající vědecký výsledek.
Byl vynikajícím klavíristou. Patřil ke znalcům a propagátorům hudebních děl Richarda Wagnera.
Zemřel 25. října 2024.

## Výběr z díla
- Spolu s: ZICH, Otakar a kol. Moderní logika. Praha: Orbis, 1958. 240, [3] s. Malá moderní encyklopedie. Sv. 7.
- Spolu s: JAURIS, Miroslav, ed. Logika: učeb. text pro 3. roč. školy střední všeobec. vzdělávací (11. roč.). 7. vyd. Praha: SPN, 1961. 147 s. Učebnice pro školy 2. cyklu.
- Umíte logicky myslet?. Praha: SPN, 1968. 131 s. Knižnice všeobec. vzdělání. Řada Horizont.
- Úvod do logiky. Praha: SPN, 1968. 141 s. Učební texty vysokých škol.
- On problems: (semantic study). Praha: Academia, 1970. 62 s. Rozpravy ČSAV. Řada společenských věd; roč. 80/1970, seš. 8.
- Spolu s: PALA, Karel, ZLATUŠKA, Jiří. Logická analýza přirozeného jazyka. Praha: Academia, 1989. 143 s. Cesta k vědění; č. 44. ISBN 80-200-0027-5.
- Svět pojmů a logika. Vyd. 1. Praha: Filosofia, 1995. 131 s. ISBN 80-7007-078-1.
- Concepts and objects. Helsinki: Philosophical Society of Finland, 1998. 177 s. Acta philosophica Fennica, Vol. 63. ISBN 951-9264-34-5.
- Spolu s: ŠTĚPÁN, Jan. Filozofická logika: nová cesta?: úvod do transparentní intenzionální logiky. Olomouc: Univerzita Palackého, 2000. 134 s. ISBN 80-244-0109-6.
- Svět pojmů a logika. 2., opr. vyd. Praha: Filosofia, 2000. 135 s. ISBN 80-7007-085-4.
- Conceptual Systems. Berlin: Logos Verlag, 2004. Logische Philosophie, sv. 13, 195 s. ISBN 978-3-8325-0636-0.
- Spolu s: DUŽÍ, Marie, JESPERSEN, Bjørn. Procedural Semantics for Hyperintensional Logic: Foundations and Applications of Transparent Intensional Logic. Berlin: Springer Science & Business Media, 2010. 550 s. ISBN 978-90-481-8811-6.
- Spolu s: DUŽÍ, Marie. TIL jako procedurální logika. Průvodce zvídavého čtenáře Transparentní intensionální logikou. Bratislava: Aleph, 2012. 412 s. ISBN 978-80-89491-08-7.
- Hovory o pojmu. Praha: Academia, 2016. 158 stran. Společnost; sv. 14. ISBN 978-80-200-2536-4.